# فندق قصر مكة رافلز
فندق قصر مكة رافلز هو فندق يقع في مكة المكرمة، المملكة العربية السعودية. هذا الفندق ذو الـ 18 طابقًا هو فندق فاخر من فئة 5 نجوم تديره فنادق ومنتجعات رافلز ، والذي يقع تحت مظلة شركات فنادق ومنتجعات فيرمونت . يقع المبنى مباشرة بجوار المسجد الحرام. يُعتبر فندق قصر مكة رافلز من أفضل فنادق ال5 نجوم في مكة المُكرمة، وتُطل مُباشرة على ساحة الحرم المكي، وبجانبها عدة مُجمعات للتسوق.

## التاريخ
بدأت أعمال بناء الفندق في عام 2009، وتم افتتاحه رسميًا في 12 أغسطس 2014. تم تصميم البناء الخارجي والداخلي للفندق من قبل شركة Areen Hospitality، وهي شركة مقرها لندن. كان هدف التصميم هو دمج لمسات العمارة والثقافة السعودية المحلية.
في حين أن قصر رافلز مكة تديره فنادق ومنتجعات فيرمونت، فإن فنادق المملكة الدولية وكولوني كابيتال ذ.م.م يظلان من كبار المساهمين في العقار. الفندق هو أيضا جزء من وقف الملك عبد العزيز، الذي يهدف إلى تحديث المدينة في تقديم الطعام للحجاج. يقع الفندق بالقرب من مناطق الجذب السياحي المختلفة مثل مسجد الحرم والكعبة وجبل النور (جبل النور) والجمارات وجبل الثور ومركز أبراج البيت للتسوق.
فاز قصر رافلز مكة بمجموعة متنوعة من جوائز الضيافة الفاخرة بما في ذلك:
- قصر رافلز مكة المكرّمة - مسابقة الشرق الأوسط للتصميم الداخلي (2013) [3]
- 2013 الفنادق الرائدة في الشرق الأوسط (جوائز السفر العالمية) [4]
- أفضل فندق فخم في الشرق الأوسط لعام 2012 (جوائز السفر العالمية) [5]
- أفضل أجنحة فاخرة في العالم لعام 2011 (جوائز السفر العالمية) [6]
- أفضل فندق فخم في الشرق الأوسط لعام 2011 (جوائز السفر العالمية) [7]